# Heinz Fischer
Heinz Fischer (Graz, 1938. október 9.–) osztrák szociáldemokrata politikus. 2004-től 2016-ig az Osztrák Szövetségi Köztársaság elnöke (Bundespräsident).

## Élete
A stájerországi Grazban született. Az érettségi után a Bécsben jogot tanult, amelyből 1961-ben szerzett doktori fokozatot. A politizálás mellett, az innsbrucki egyetem politikatudomány tanára.
Fischer 1971-től parlamenti képviselő, több ízben az Osztrák Szociáldemokrata Párt (SPÖ) frakcióvezetője. 1983 és 1987 között kulturális miniszter Fred Sinowatz kormányában. 1990-től 2002-ig a parlament alsó házának elnöke (Nationalratspräsident).
2004. április 25-i elnökválasztáson a szociáldemokraták jelöltjeként 52,39%-os eredménnyel választották meg Ausztria 8. szövetségi elnökének (legfőbb riválisa Benita Ferrero-Waldner volt).
Beiktatása, 2004. július 8-án, 2 nappal hivatali elődjének, Thomas Klestil-nek a halála után történt. Első hivatalos külföldi útja elnökként, a hagyományokkal ellentétben nem Svájcba, hanem Magyarországra vezetett.
A 2010. április 25-én tartott közvetlen elnökválasztáson hatalmas fölénnyel, a szavazatok 79%-ával hat évre újraválasztották. (Riválisa a szélsőjobb által támogatott Barbara Rosenkranz volt.)
Fischert gyakran nevezik kissé pejoratív értelemben Berufspolitiker-nek („hivatásos politikus”), akinek állítólag soha nem volt közvetlen kapcsolata a való világgal. Kritikusai szemére vetik, hogy túlságosan megalkuvó, nem vállalja fel a konfliktusokat olyan esetekben sem, amikor pedig szükséges lenne. Mindezen jellemzői ellenére Ausztria egyik legnépszerűbb politikusa. Politikai példaképe: Bruno Kreisky, egykori osztrák kancellár.
Hobbija a természetjárás (évek óta vezető tisztséget tölt be osztrák természetbarát szervezetekben) és főképp fiatalabb korában lelkesedett a hegymászásért.
Felesége Margit (1968 óta), akitől egy lánya (Lisa) és egy fia (Philip) született.

## Magyar kitüntetései
- A Magyar Érdemrend nagykeresztje (1997)
- A Magyar Érdemrend nagykeresztje a nyaklánccal és az arany sugaras csillaggal (2006)

## Magyarul megjelent művei
- Fordulópontok. Látlelet az osztrák belpolitikáról (Kossuth, 2004) ISBN 963-09-4598-3